# GQ Lupi b
GQ Lupi b – planeta orbitująca wokół gwiazdy GQ Lupi. Jedna z pierwszych planet pozasłonecznych, które udało się bezpośrednio sfotografować – dokonano tego przy użyciu teleskopu Yepun wchodzącego w skład Very Large Telescope. Ponieważ masy GQ Lupi b nie udało się jeszcze dokładnie ustalić, obiekt ten może być również brązowym karłem.